# Weimar Institut
Das Weimar Institut für geistes- und zeitgeschichtliche Fragen e.V. (meist kurz als Weimar Institut bezeichnet) ist ein islamischer Verein mit satzungsmäßigem Sitz in Weimar sowie einer Außenstelle in Stralsund.
Gründungsvorsitzender war 1995 Rechtsanwalt Andreas Abu Bakr Rieger, Herausgeber der Islamischen Zeitung sowie von 2011 bis 2014 Autor und Mitgesellschafter des Magazins Compact. Seit 2001 führt Andreas Dreyer den Vorsitz. Der Verein gehört  dem Islamrat für die Bundesrepublik Deutschland und der  Murabitun-Bewegung von Abdalqadir as-Sufi an. Es besteht vorwiegend aus Konvertiten und ist nach Einschätzung von Ursula Spuler-Stegemann  eng mit der Islamischen Gemeinschaft Millî Görüş verbunden.
Nach eigener Darstellung auf der Website (Stand: April 2017) ist die Arbeit des Vereins entsprechend dem Satzungszweck gekennzeichnet durch „Aufarbeitung und Darstellung des Verhältnisses der europäischen Kultur- und Geistesgeschichte zum Islam, kulturelle und soziale Integration von traditionellen Muslimen mit Migrationshintergrund und Flüchtlingen, Angebote religiöser sowie sprachlicher Ausbildung für Muslime und Nichtmuslime, Dialog zwischen dem Islam und anderen Religionen sowie Förderung des Dialogs zwischen Muslimen und Vertretern der Mehrheitsgesellschaft im Allgemeinen sowie Förderung kultureller und sozialer Projekte für Muslime und Nichtmuslime“.
Laut einer Antwort des Landtags Mecklenburg-Vorpommern im Februar 2017 auf eine Kleine Anfrage wird der Verein als islamistisch eingeschätzt und seine Tätigkeit in Mecklenburg-Vorpommern ebenso wie auch die von ihm in Stralsund betriebene Moschee vom Verfassungsschutz Mecklenburg-Vorpommern beobachtet. Die Landesregierung verwendet den Begriff „Islamismus“, um Bestrebungen gemäß § 5 Absatz 1 Nummer 1, 3 und 4 des Landesverfassungsschutzgesetzes zu bezeichnen, die sich auf den Islam beziehen.